# Саламанківський університет
Салама́нківський університе́т (ісп. Universidad de Salamanca) — громадський університет в Іспанії, в місті Саламанка. Заснований 1218 року наказом кастильського короля Альфонсо IX. Отримав статус університету 1254 року за правління Альфонсо X, що було визнано папою Олександром IV в 1255 році. Один з найстаріших і найпрестижніших світу.

## Історія
Перша теологічна школа була заснована в Саламанці ще 1134 (за іншими даними 1130) року. В 1218 році король Леону Альфонсо IX видав указ про створення Універсальної школи в Саламанці. За цим указом була об'єднана мережа вже існуючих шкіл, які вивчали Святе Письмо та канонічне право. На відміну від інших країн Європи, наприклад від Італії, де ініціатива створення університетів належала насамперед містам, перший іспанський університет зобов'язаний своїм народженням саме королівській владі.
Королівський указ залучив до Саламанки вчених з усієї Іспанії, а також з Італії та Франції. Католицька церква також сприяла створенню університету, адже в той час без папської булли не було статусу університету, тобто Estudios Generales (загального навчання). Спочатку більшість професорів і студентів належали до кліру.
Фернандо III Святий в 1243 році підтвердив указ свого попередника про статус університету, а онук Альфонса IX, Альфонс Х Мудрий, 9 листопада 1252 році закріпив за ним особливі привілеї та джерела фінансування. В 1255 році папа Олександр IV дарував Універсальній школі право власної печатки, а його випускникам право повсюдного викладання.
У 1401 році благодійник і меценат дон Дієго де Аная-і-Мальдонадо заснував при університеті коледж святого Варфоломія й домігся для його студентів права безкоштовно навчатися на всіх факультетах і працювати в унікальній професорській бібліотеці.
Незважаючи на терор інквізиції, в Університеті Саламанки відкрито вивчали повсюдно прокляту католицькою церквою геліоцентричну систему Коперника. Саме тут розглядався проєкт подорожей Христофора Колумба, тут же після відкриття Америки були визнані якнайвичерпніше права місцевого населення, що було нечуваним для тих часів.
У XVI столітті університет перетворився на центр європейського лібералізму й продовжував інтенсивно розвиватися. У 1566—1567 навчальному році кількість студентів досягла 7863 осіб, у той час як все населення Мадрида становило лишень 11000.
Розквіт університету тривав до кінця XVII століття. Серед знаменитих випускників того часу — драматург Кальдерон де ла Барка, поети Хуан де ла Крус і Луїс де Гонгора, белетрист і музикант Вісенте Еспінель, письменник і математик Дієго Торрес Вільяроель.
Після десятиліть спаду на початку XVIII століття, в 1750-х роках університет одержав новий імпульс розвитку, пов'язаний з реформаторською діяльністю Карлоса III. Метою реформ стало ослаблення впливу церкви в університеті і зростання авторитету королівської влади. Таке спрямування реформ відповідало духові освіти, головним символом якого вважали абсолютну монархію. Вперше були розроблені навчальні плани, впорядкована державна система контролю над вищою освітою, з'явилися цензори, куратори університету, відповідальні за фінансове забезпечення. Навчальний заклад з автономного організму перетворювався на частину централізованої державної машини.
Розквіт Саламанки у XX столітті припадає на його першу половину, коли в навчальному закладі працював великий іспанський філософ Мігель де Унамуно. Унамуно був професором античної філософії та філології, а також ректором університету в 1901—1914 і 1930—1936 роках.
Освітній бум, що охопив Європу 15 роками раніше, почався в Саламанці тільки в 1970-х роках, коли була остаточно демонтована франкістська диктатура. З'явилося конкурентне середовище невідоме тодішнім іспанським університетам. У привілейованому становищі опинилися насамперед столичні вузи, тож університетові Саламанки в національному рейтингу стало надто важко змагатися з університетами Мадрида та Барселони.
Проте за рядом наукових дисциплін, наприклад за філологічними науками, університет Саламанки утримав першість дотепер. Всі, хто в університеті вивчав іспанську, знають курси іспанської для іноземців, які пропонує університет Саламанки, та словник іспанської мови Саламанки (ісп. Diccionario Salamanca de la lengua española), який вважається одним з найкращих в іспаномовному світі.

## Структура
Університет складається з 16 факультетів та 10 університетських центрів, де можна набути понад 80 спеціальностей. Університет Саламанки єдиний в Іспанії видає офіційний державний диплом на знання іспанської мови як іноземної — D. E. L. E. (аналог американського TOEFL, англійської IELTS і німецького GDS).
- Факультет красних мистецтв,
- Біологічний факультет,
- Аграрний факультет,
- Факультет природничих наук,
- Хімічний факультет,
- Факультет соціології,
- Юридичний факультет,
- Економічний факультет,
- Педагогічний факультет,
- Фармацевтичний факультет,
- Філологічний факультет,
- Філософський Факультет,
- Історико-географічний факультет,
- Медичний факультет,
- Факультет психології,
- Факультет перекладу та архівознавства,

## Будівлі університету
Найперші корпуси університету вирізняються своєю унікальною архітектурою й розміщені в самому серці Саламанки. Сучасні будівлі, обладнані за останнім словом техніки, розміщені на території університетського кампусу. Найпопулярніші старовинні будівлі університету, та, напевне, найкрасивіші у всій Саламанці це: Escuelas Mayores, Escuelas Menores і Hospital del Estudio.
Будівлю Escuelas Mayores було побудовано між 1411 та 1533 роками, каплиця і бібліотека, що знаходяться тут, мають велику художню цінність. Аудиторії в цій будівлі — найстаріші в університеті й носять імена видатних людей, що мали відношення до університету: «аудиторія Мігеля де Унамуно», «аудиторія Фрая Луїса де Леон», « аудиторія Альфонсо X».
Університетський кампус «Унамуно» неподалік від Головної площі міста (Plaza Mayor). Тут розміщені будівлі факультетів, університетських резиденцій, їдальня, бари, бібліотека, спортивний павільйон.

## Відомі студенти й професори
Див. також: Випускники Саламанківського університету
- Абд ель Крим (1882—1963)
- Луїс де Леон (1527—1591), іспанський письменник
- Франсіско де Віторіа (бл. 1483—1546), теолог
- Домінго де Сото (1494—1560)
- Франсіско Санчес де лас Брозас (Francisco Sánchez de las Brozas, El Brocense) (1523—1600 (або 1601)), іспанський філолог і гуманіст
- Хуан де ла Крус (San Juan de la Cruz) (1542—1591)
- Антоніо Небріха (1444—1522), іспанський гуманіст
- Мартін де Аспілкуета (1492—1586), іспанський теолог
- Альфонсо де Кастро (1495—1558), іспанський теолог
- Дієго де Коваррубіас і Лейва (1512—1577), іспанський церковний правник
- Фернандо Веласкес де Менчака (1512—1566), іспанський правник
- Луїс де Ґонґора (1561—1627), іспанський поет
- Ернан Кортес (1485—1547), іспанський конкістадор
- Гаспар де Гусман (1587—1645), іспанський політик
- Джуліо Мазаріні (1602—1661), французький кардинал
- Педро Кальдерон де ла Барка (1600—1681), іспанський письменник
- Мігель де Унамуно (1864—1936), іспанський філософ, ректор університету Саламанки
- Педро Салінас (1891—1951), іспанський письменник
- Педро де Сото (бл. 1495—1563), іспанський теолог
- Адолфо Суарес (*1932), іспанський політик
- Хосе-Марія Мартін-де-Еррера (1835—1922) — кардинал, архієпископ Компостельський.
- Феліпе Маїльо Салгадо — історик.